# Nhà nước xã hội
Nhà nước xã hội là một nhà nước, mà đặt nặng vấn đề phúc lợi xã hội và công bằng xã hội trong thực hành, để bảo đảm mọi công dân có thể góp phần trong việc phát triển về chính trị và xã hội. Đặc biệt là với những cơ sở công cộng cụ thể, những biện pháp thuế má và khuôn khổ để mà có thể đạt được mục đích đó, hầu giảm nhẹ đi những rủi ro trong cuộc sống và những hậu quả xã hội vì đó. Nhà nước có bổn phận phải giữ được công bằng xã hội qua luật lệ và hành chính.
Việc hình thành một nhà nước xã hội được thực hiện qua chính sách xã hội.

## Đức
Ở Đức nhà nước xã hội bên cạnh các nguyên tắc pháp quyền, Liên bang và Dân chủ là những điều luật căn bản của hiến pháp.
- Điều 20: Cộng hòa Liên bang Đức là một liên bang dân chủ và xã hội.
- Điều 28: Khuôn khổ hiến pháp tại các bang phải phù hợp với những điều luật căn bản về nguyên tắc Cộng hòa, Dân chủ và nhà nước pháp quyền xã hội.
- Nguyên tắc nhà nước xã hội như vậy đã được chính thức hóa trong hiến pháp là bổn phận của nhà nước, bên cạnh những bảo đảm về nhân phẩm và nhân quyền được sự bảo vệ qua điều 79 theo đó các nguyên tắc căn bản trong Điều 1 và Điều 20 là không thể thay đổi vì bất kỳ lý do nào.

Hệ thống kinh tế của Đức được gọi là nền kinh tế thị trường xã hội, bởi vì nhà nước đã đưa vào nền kinh tế một khuôn khổ, để tạo cân bằng xã hội, trong khi nền kinh tế hướng về thị trường. Sự hướng về thị trường này đối lập với nền Kinh tế kế hoạch, trong khi khía cạnh xã hội làm giảm đi hoặc ngăn ngừa những hậu quả của nền kinh tế thị trường. „Soziale Marktwirtschaft" (kinh tế thị trường xã hội) phát xuất từ kinh tế gia Alfred Müller-Armack mà là bí thư của bộ trưởng kinh tế Ludwig Erhard.